# Docklands (Londres)
Docklands és el nom pel qual es coneix una àrea de East London i South East London a Londres (Regne Unit) i compren parts de diversos districtes: Southwark, Tower Hamlets, Lewisham, Newham i Greenwich.
El nom prové de "dock" que significa dàrsena com que en aquesta zona hi havia dàrsenes del Port de Londres, que durant algun temps fou el port més gran del món. Darrerament la zona va ser reurbanitzada per usos comercials i residencials. El nom "London Docklands" es va utilitzar per primer cop en un informe governamental sobre plans de reurbanització el 1971 i des de llavors s'ha adoptat gairebé universalment. La reurbanització va crear riquesa, però també va provocar un cert conflicte entre les comunitats noves i velles de la zona. Al segle XIX, aquests molls formaven part del port de Londres, en un moment el port més gran del món

## Creació
En el Londinium romà i medieval, els vaixells que arribaven al riu Tàmesi acostumaven a atracar als petits molls de l'actual City of London o Southwark, una zona coneguda com el Pool of London. No obstant això, aquests no donaven protecció contra els elements, eren vulnerables als lladres i patien la manca d'espai al moll. El Howland Great Dock a Rotherhithe, construït el 1696, va ser dissenyat per abordar aquests problemes, proporcionant un ancoratge gran, segur i protegit amb espai per a 120 grans vaixells, el qual més tard formaria el nucli dels Surrey Commercial Docks. La iniciativa va ser un gran èxit comercial, preveient dues fases d'expansió durant les èpoques georgiana i victoriana.
El primer dels molls georgians va ser el West India (obert el 1802), seguit dels de London (1805), East India (també 1805), el Surrey (1807), el Regent's Canal Dock (1820), St Katharine (1828) i West India South (1829). Els molls victorians estaven majoritàriament més a l'est, que comprenien els Royal Victoria (1855), Millwall (1868) i Royal Albert (1880). El King George V Dock (1921) va ser una incorporació tardana.

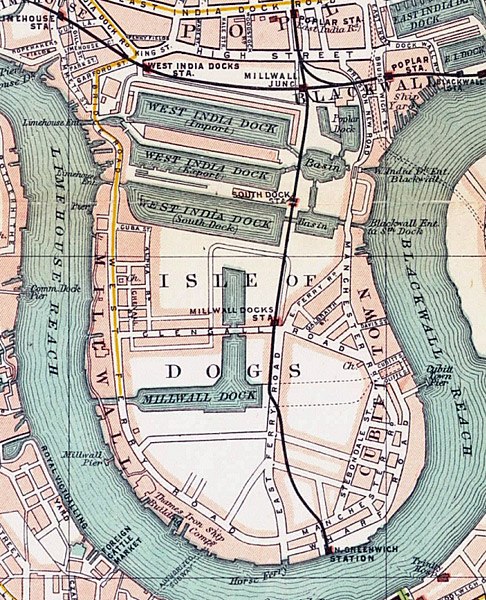
Els West India Docks and the Millwall Dock en un mapa de l'Isle of Dogs del 1899

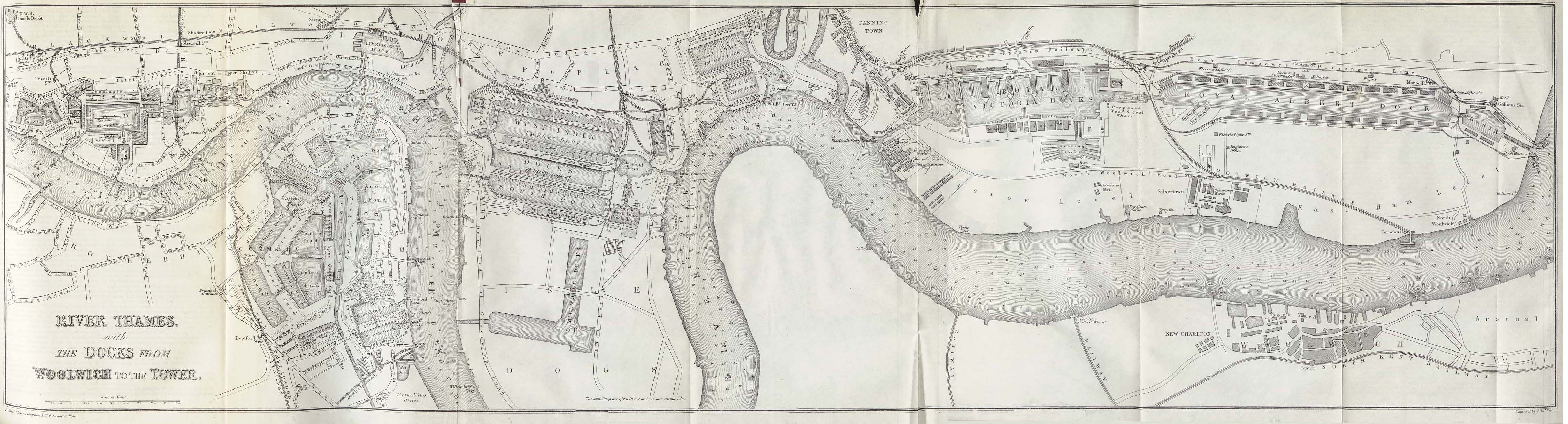
Mapa mostrant els London docks el 1882. El King George V Dock no estava encara construit

## Desenvolupament
Existien tres tipus principals de molls. Els molls humits eren on els vaixells eren fondejats i es portaven a terme les càrregues i descàrregues de mercaderies. Els dics secs, que eren molt més petits, portaven vaixells individuals per ser reparats. Els vaixells es construïen a les drassanes al llarg del riu. A més, el riu estava revestit de nombrosos magatzems, molls,i dofins (punts d'amarratge). Els diferents molls tendien a especialitzar-se en diferents formes de producte. Els molls de Surrey es van concentrar en la fusta; Millwall s'especialitzava en cereals; St Katharine tractava la llana, sucre i cautxú; i així successivament.
Els molls requerien un gran nombre d'operaris, principalment lightermen, que transportaven càrregues entre vaixells i molls a bord de petites barcasses anomenades lighter, i treballadors del moll, que s'encarregaven de les mercaderies un cop a terra. Alguns dels treballadors eren altament qualificats: els lightermen tenien el seu propi gremi, mentre que els traginers, treballadors que transportaven fusta, eren reconeguts per les seves habilitats acrobàtiques. La majoria no estaven qualificats i treballaven com a treballadors eventuals. Es reunien en determinats punts, com ara pubs, cada matí, on eren seleccionats més o menys a l'atzar pels capatassos. Per a aquest grup de treballadors, era efectivament una loteria tenir feina un dia en concret. Aquest acord va continuar fins al 1965, tot i que es va regularitzar després de la creació del National Dock Labor Scheme el 1947.
Les principals zones de molls eren originàriament aiguamolls de poca alçada, majoritàriament inadequats per a l'agricultura i poc poblats. Amb l'establiment dels molls, els treballadors portuaris van formar una sèrie de comunitats locals molt unides amb les seves pròpies cultures i argot distintius. A causa de les pobres comunicacions amb altres parts de Londres, van tendir a desenvolupar-se en cert aïllament. L'accés per carretera a l'Isle of Dogs, per exemple, només es feia a través de dos ponts giratoris. El sentiment local era tan fort que Ted Johns, un activista de la comunitat local, i els seus partidaris, en protesta per la manca de provisió social de l'estat, van declarar unilateralment la independència de la zona, i van crear un anomenat "Island Council" amb el mateix Johns com a líder electe i van bloquejar les dues vies d'accés.

## Segle XX

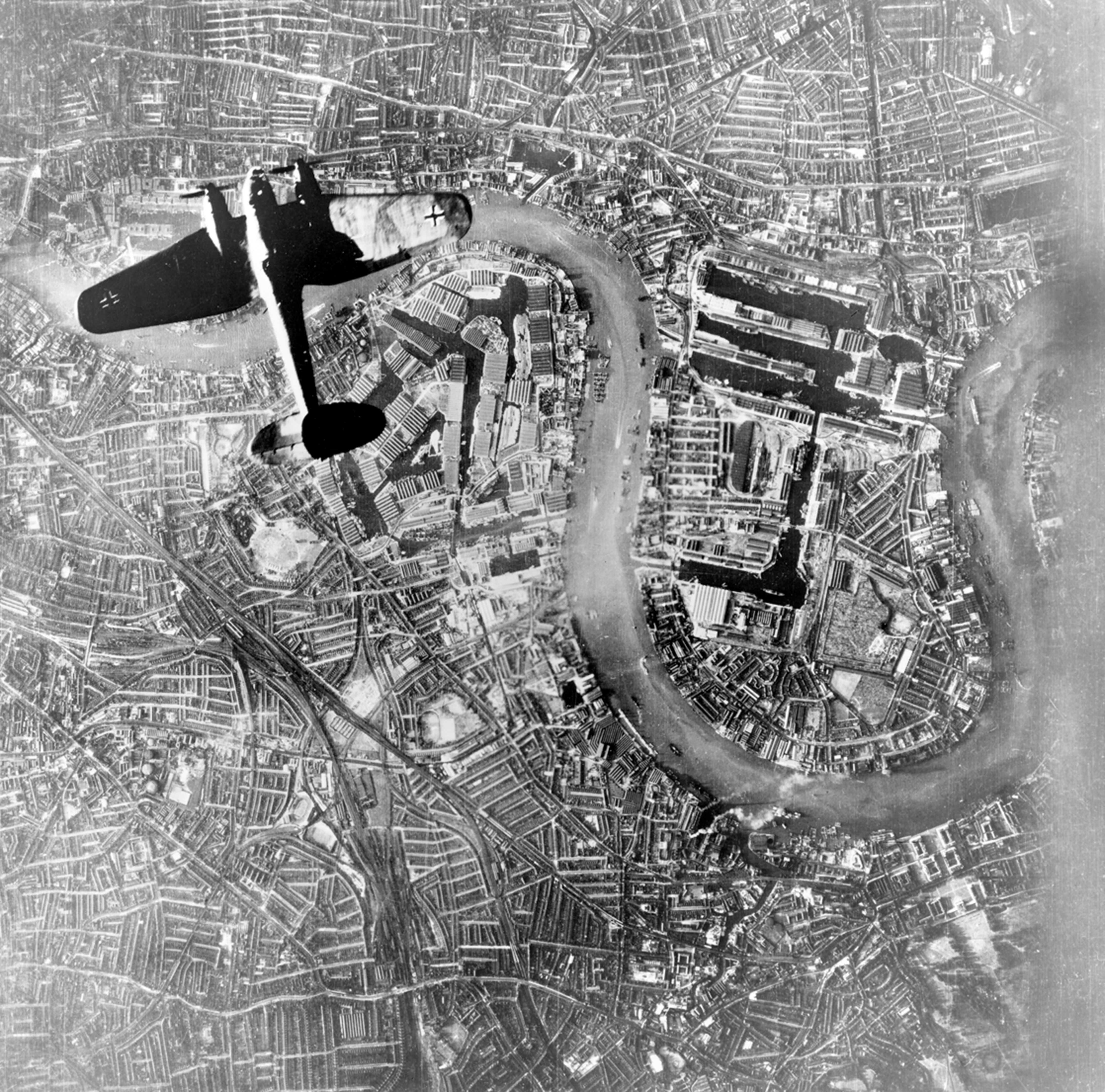
Heinkel He 111 bombarder sobre Surrey docks i Wapping al East End de Londres el 7 Setembre 1940

Les dàrsenes es van construir i van administrar originalment per diverses empreses privades. Des de 1909, van ser administrats per la Port of London Authority, (PLA), que va aglutinar les empreses en un intent de fer les dàrsenes més eficients i millorar-ne les relacions laborals. La PLA va construir la darrera dàrsena, la King George V, el 1921, i va expandir profundament les drassanes de Tilbury.
El bombardeig alemany durant la Segona Guerra Mundial va causar molts danys a les drassanes. En una sola nit es van destruir 380.000 tones de fusta per a la construcció als Surrey Docks. No obstant això, després de la reconstrucció de la postguerra van experimentar un ressorgiment de prosperitat a la dècada de 1950. El seu final va venir bruscament, entre 1960 i 1970, quan la indústria marítima va adoptar el recentment inventat sistema de transport per contenidors: contenidorització. Les dàrsenes de Londres no podien acomodar els portacontenidors, molt més grans, per la qual cosa la indústria marítima es va traslladar a ports d'aigües profundes com Tilbury i Felixstowe. Entre el 1960 i el 1980 es van tancar totes les drassanes de Londres, deixant uns 21 km² de terreny abandonat a l'Est de la capital del Regne Unit. L'atur era alt i abundava la pobresa, entre altres problemes socials. Molts dels delinqüents més habilitats de Gran Bretanya van actuar en aquests espais, com el robatori de Hatton Garden, l'Assalt al tren postal Glasgow-Londres, el Brink's-Mat robbery, el Security Express robbery i el Securitas depot robbery.

## Renovació: 1980-1990's

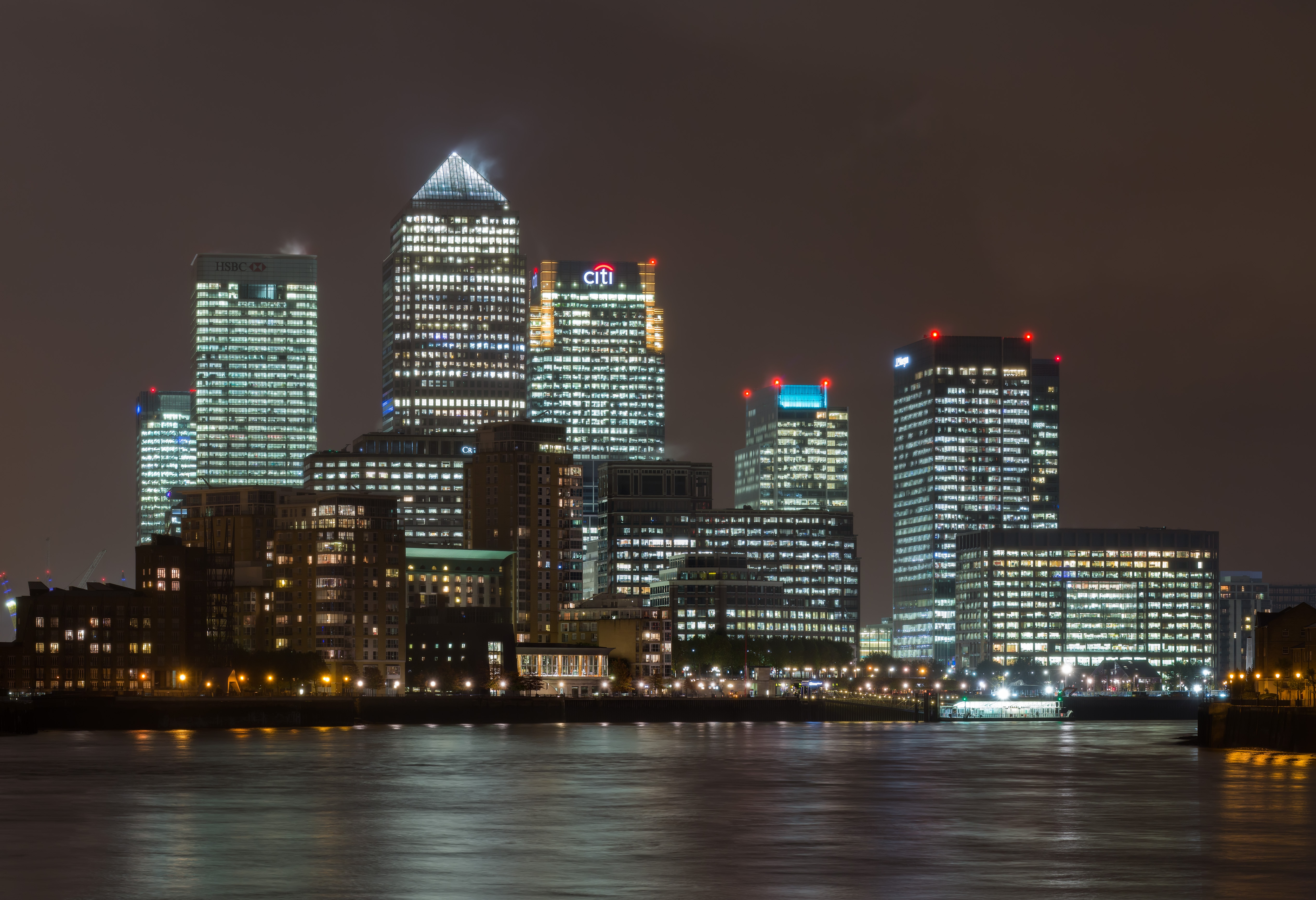
Vista nocturna de Canary Wharf als Docklands

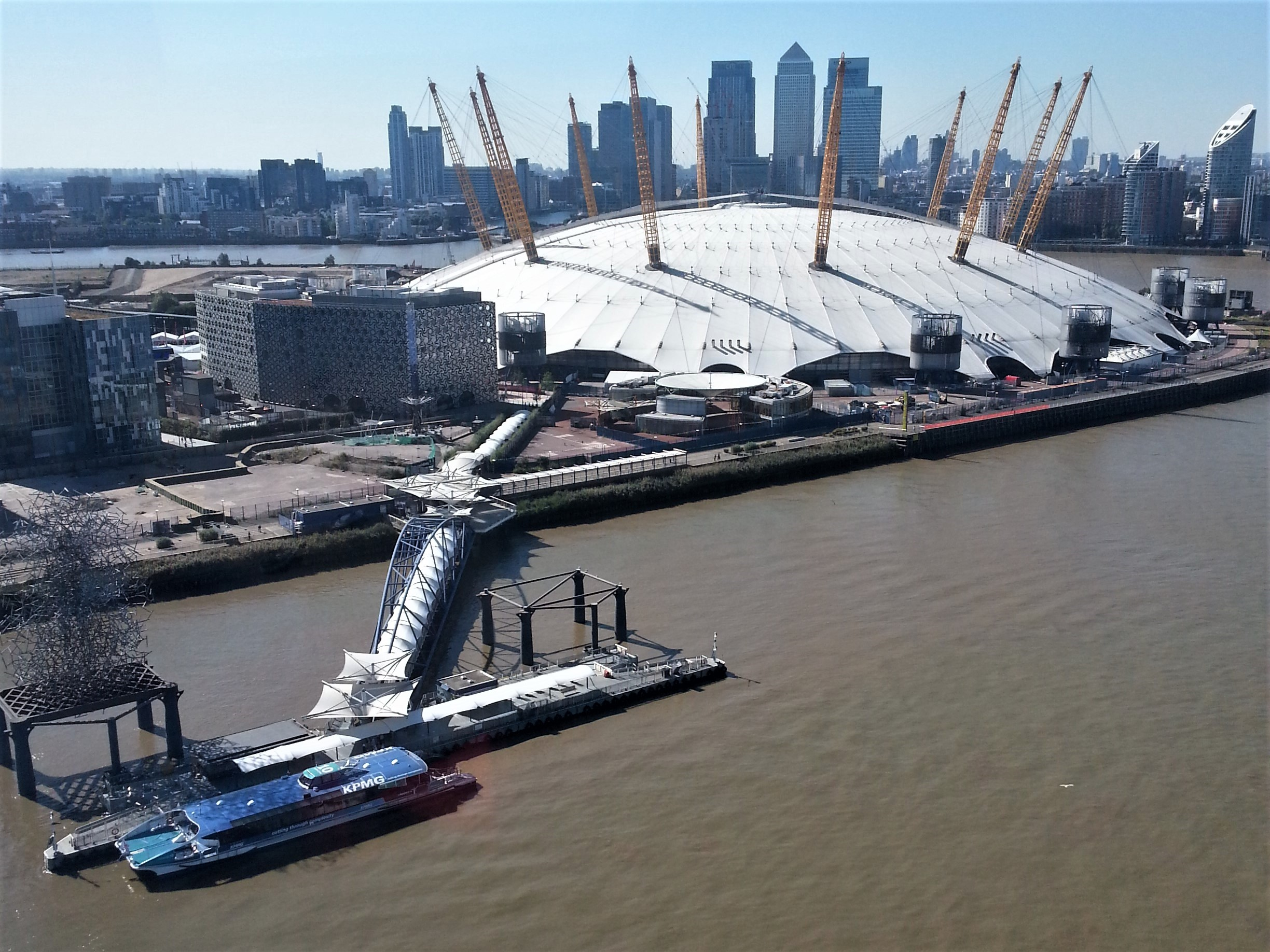
El complex O2 amb Canary Wharf al darrere

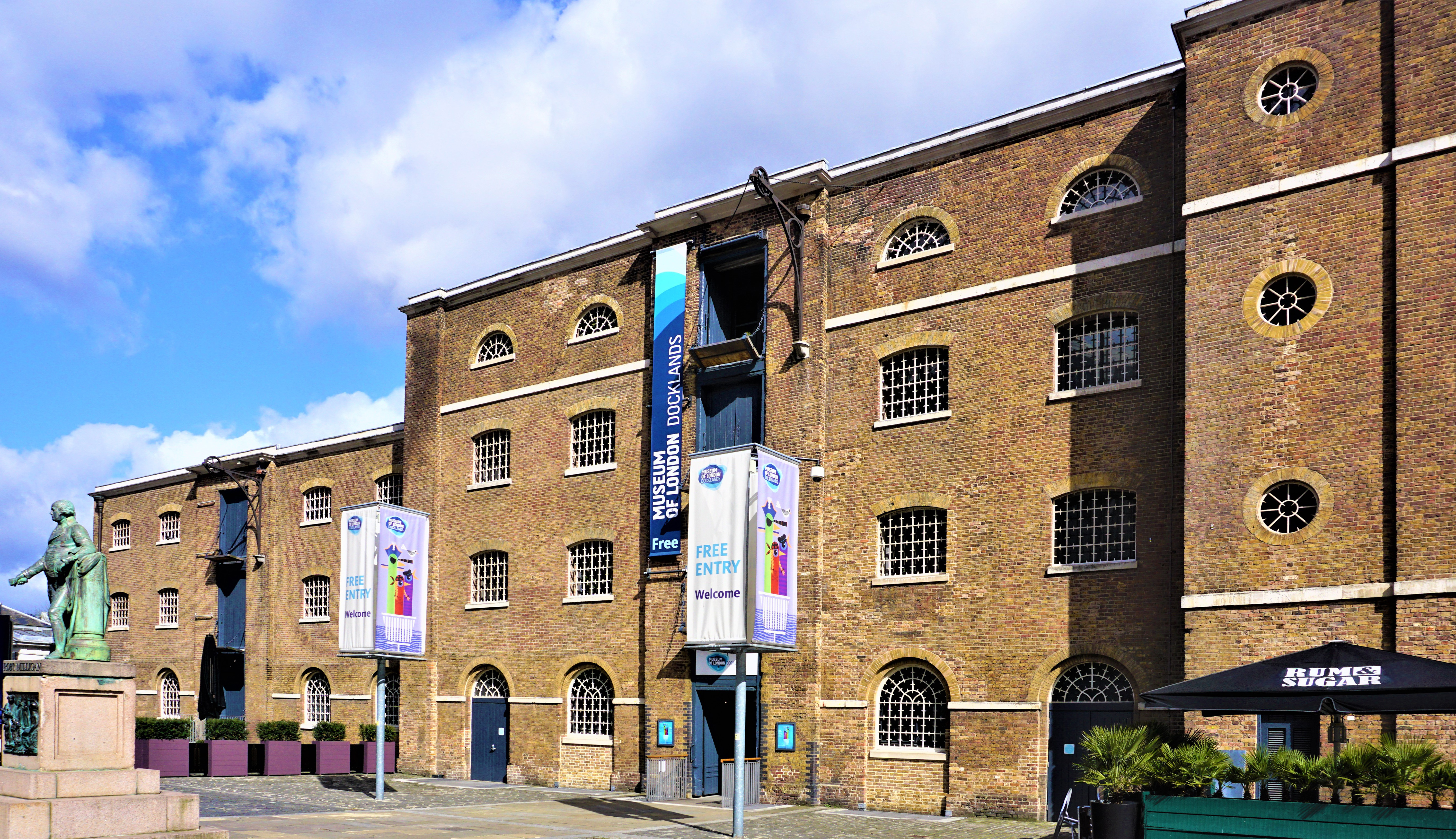
London Museum Docklands, prop de Canary Wharf

Àrea dels Docklands administrada per la LDDC.

Els esforços per a la requalificació de les drassanes van començar gairebé quan es va produir el tancament. Al llarg de la dècada dels 1980 es va promoure un procés de gentrificació amb el disseny dels nous espais i la seva requalificació. La situació es va complicar pel gran nombre de propietaris dels terrenys: el PLA, el Greater London Council (GLC), la British Gas Corporation, els consells de cinc municipis, la British Rail i la Central Electricity Generating Board.
Per solucionar aquest problema, el 1981 el Secretari d'Estat de Medi Ambient, Michael Heseltine, va crear la London Docklands Development Corporation (LDDC) amb l'objectiu de renovar la zona. Aquest va ser un organisme oficial designat i finançat pel govern central, amb amplis poders per adquirir i disposar de terrenys als Docklands. També funcionava com a autoritat de planificació de la zona.
Una altra important intervenció del govern va ser la designació el 1982 d'una zona urbana de promoció econòmica, en la qual les empreses estaven exemptes d'impostos i tenien altres incentius, com ara planificació simplificada i permisos de capital. Això va fer molt més atractiu invertir als Docklands i va ser fonamental a l'inici d'una bombolla immobiliària a la zona.
La LDDC va ser acusada d'afavorir projectes elitistes de luxe en lloc d'habitatges assequibles, i va ser impopular entre la comunitat local, que pensava que no se s'estaven satisfent les seves necessitats. Tot i això, la LDDC va ser fonamental per la transformació de la zona, encara que és discutible fins a quin punt estava al corrent dels esdeveniments. Es va liquidar el 1998, quan el control dels Docklands es va prendre per les respectives autoritats locals.
El gran programa de desenvolupament dirigit per la LDDC a les dècades de 1980 i 1990 va fer que una gran part dels Docklands esdevingués una barreja d'espai residencial, d'oficines i indústria lleugera. El símbol més gran d'aquesta transformació va ser l'ambiciós projecte Canary Wharf, que va construir l'edifici més alt del Regne Unit i va crear un segon centre financer a Londres. Els Heron Quays ja s'havien transformat en oficines de baixa densitat quan es va planejar Canary Wharf, on s'estaven construint projectes similars com els Limehouse Studios el seu ocupant més famós.
Canary Wharf també es va veure involucrat en la bombolla immobiliària al Regne Unit de començaments de la dècada de 1990, la qual va provocar l'aturada de la seva projecció durant diversos anys. Els promotors es van trobar amb propietats que no podien vendre o llogar.

## Comunicacions
Històricament, els Docklands tenien unes vies de transport deficitàries. Aquest problema va ser abordat pel LDDC amb la construcció del Docklands Light Railway (DLR), que connectava els Docklands amb el centre de Londres. Segons Transport for London, el propietari del projecte, va ser una inversió que va promoure un desenvolupament notable en la zona.  Els costos estimats van ser de 77 milions de lliures en la seva primera fase, ja que es va basar en la reutilització d'infraestructures ferroviàries en desús, i terrenys abandonats durant gran part de la seva longitud. El LDDC va sol·licitar inicialment una línia completa del metro de Londres, però el govern es va negar a finançar-la.
El LDDC també va construir el túnel de Limehouse Link, un túnel de carretera tallat i cobert que uneix l'Isle of Dogs amb The Highway (la carretera A1203) amb un cost de més de 150 milions de lliures per quilòmetre, un dels trams de carretera més cars mai construïts.
Alhora, el LDDC també va contribuir al desenvolupament de l'Aeroport de la ciutat de Londres (codi d'aeroport IATA LCY), obert l'octubre de 1987 en la columna vertebral dels Royal Docks.
La Jubilee Line del metro de Londres es va ampliar cap a l'est el 1999. Ara dóna servei a Rotherhithe/Surrey Quays, la Canada Water Station, a l'estació de metro Isle of Dogs a Canary Wharf Station, a Greenwich a North Greenwich i als Royal Docks amb l'estació de Canning Town. El DLR es va ampliar el 1994 per donar servei a gran part de l'àrea dels Royal Docks quan es va obrir la sucursal de Beckton. La branca de l'Isle of Dogs es va estendre més al sud i el 1999 va començar a donar servei al centre de la ciutat de Greenwich, amb el museu Cutty Sark, Deptford i finalment Lewisham. El 2005, es va obrir una nova branca del DLR des de Canning Town per donar servei al que abans era el terminal oriental de la North London Line, amb una estació a l'aeroport de London City. Després es va ampliar encara més al Woolwich Arsenal el 2009.